# التعاون الأطلسي

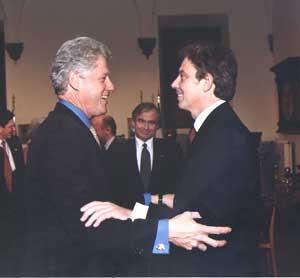
رئيس الولايات المتحدة بيل كلينتون (اليسار) يقابل رئيس وزراء المملكة المتحدة توني بلير في نوفمبر 1999

التعاون الأطلسي هو الإيمان بأهمية التعاون بين أوروبا والولايات المتحدة وكندا فيما يتعلق بالسياسة، الاقتصاد، والعسكرية، بهدف الحفاظ على أمن ورخاء الدول المشاركة، وحماية القيم التي توحدهم. ويمكن استخدام هذا المصطلح في وسيلة أكثر محدودية ضمن دعم للتحالف العسكري شمال الأطلسي، أو بطريقة أكثر اتساعاً مما يعني توسيع نطاق التعاون والقيم المشتركة بعمق، والإحساس بالانتماء للمجتمع، وقدر من التكامل بين ضفتي الأطلسي. المصطلح مستمد من المحيط الأطلسي الذي يفصل بين القارتين.
عمليا فلسفة الأطلنطي تشجع نشاط أمريكا الشمالية والولايات المتحدة على وجه الخصوص، والمشاركة في أوروبا والتعاون الوثيق بين الجانبين من المحيط، وهذا يتجلى بشدة خلال الحرب العالمية الثانية وبعدها من خلال إنشاء العديد من المؤسسات الأوروبية الأطلسية، والأهم من الناتو ومشروع مارشال، الأطلنطي تختلف في قوتها من منطقة إلى أخرى ومن بلد إلى آخر استنادًا إلى مجموعة متنوعة من العوامل التاريخية والثقافية. وغالبا ما ينظر الأطلنطي على أنه قوي بشكل خاص في شرق ووسط أوروبا وبريطانيا العظمى.
سياسياً قد تميل إلى أن تكون مرتبطة أشد وطأة وحماس، ولكن بالتأكيد ليس على سبيل الحصر، مع ليبرالية كلاسيكية الصورة، أو يمينية في أوروبا. الأطلنطي وغالبا ما ينطوي تقارب للثقافة السياسية أو الاجتماعية الأمريكية، فضلا عن الروابط التاريخية بين القارتين.
هناك بعض التوتر بين الأطلنطي وcontinentalism على جانبي المحيط الأطلسي، مع بعض الناس التأكيد على زيادة التعاون أو التكامل الإقليمي على التعاون عبر الأطلسي، ومع ذلك فإن العلاقة معقدة ما بين الكتلة الأطلسية والتكامل الأمريكي الشمالي أو الأوروبي ، ولا يعدها الكثير من المعلقين بأنها في تعارض مباشر مع بعضها البعض. ويُعتقد بأن الانخفاض النسبي في السلطة الأوروبية والأمريكية على حد سواء في العالم، وانهيار الاتحاد السوفيتي، فضلا عن انتشار أطلسية القواعد الآمرة (قانون دولي) خارج منطقة شمال الأطلسي، أدى إلى تراجع قوة تعاون الكتلة الأطلسية منذ نهاية الحرب الباردة. وقد تم التركيز على العلاقات الدولية الأخرى على نحو متزايد، على الرغم من أن العلاقات عبر الأطلسي لا يزال يمكن القول إنها الأكثر أهمية في العالم.